# Patinatge de velocitat als Jocs Olímpics d'Hivern de 1924
Als Jocs Olímpics d'Hivern de 1924 celebrats a la ciutat de Chamonix (França) es disputaren cinc proves de patinatge de velocitat sobre gel, tots ells en categoria masculina. Les proves es realitzaren entre els dies 26 i 27 de gener de 1924 a les instal·lacions de Chamonix.

## Comitès participants
Hi participaren un total de 31 patinadors de 10 comitès nacionals diferents.
| - Bèlgica (4) - Canadà (1) - Estats Units (6) - Finlàndia (3) - França (4) |  | - Letònia (1) - Noruega (5) - Polònia (1) - Regne Unit (4) - Suècia (2) |

## Resum de medalles
| Prova             | Or              | Argent          | Bronze          |
| 500 m. Detalls    | Charles Jewtraw | Oskar Olsen     | Roald Larsen    |
| 500 m. Detalls    | Charles Jewtraw | Oskar Olsen     | Clas Thunberg   |
| 1.500 m. Detalls  | Clas Thunberg   | Roald Larsen    | Sigurd Moen     |
| 5.000 m. Detalls  | Clas Thunberg   | Julius Skutnabb | Roald Larsen    |
| 10.000 m. Detalls | Julius Skutnabb | Clas Thunberg   | Roald Larsen    |
| Combinada Detalls | Clas Thunberg   | Roald Larsen    | Julius Skutnabb |

## Medaller
| Posició | País         | Or | Argent | Bronze | Total |
| 1       | Finlàndia    | 4  | 2      | 2      | 8     |
| 2       | Estats Units | 1  | 0      | 0      | 1     |
| 3       | Noruega      | 0  | 3      | 4      | 7     |
|         |              |    |        |        |       |
| Total   | Total        | 5  | 5      | 6      | 16    |